# Nathan Bor
Nathan Bor (ur. 1 marca 1913 w Fall River, zm. 13 czerwca 1972 w New Bedford) – amerykański bokser, brązowy medalista letnich igrzysk olimpijskich w 1932 w Los Angeles w kategorii lekkiej.